# Jacques Mayol
Jacques Mayol (Sanghaj,  1927. április 1. – Elba, 2001. december 22.) francia búvár, számos szabadtüdős mélyvízi merülési világcsúcsot ért el élete folyamán.
Az első szabadtüdős mélyvízi búvár volt, aki elérte a 100 méteres mélységet (1976.november 23.). 57 éves korában képes volt 105 méteres mélységre merülni. Karrierje folyamán tudományos kutatásokban is részt vett, amelyek során arra keresték a választ, hogy az emberben létezhet-e egy rejtett "akvatikus potenciál", amely szigorú fizikai és pszichológiai edzéssel előhívható.
Luc Besson Nagy Kékség (1988) című filmet részben az ő élettörténete (valamint az olasz szabadtüdős búvár Enzo Maiorca) inspirálta . Az egyik forgatókönyvíró maga Mayol volt.
2001. december 22-én önkezével vetett véget életének, felakasztva magát Elba szigetén, életének 74. évében. Hamvait a toszkán tengerparton szórták szét.